# Agriopodes geminata
Agriopodes geminata es una especie de polilla perteneciente a la familia Noctuidae. Se encuentra en Norteamérica en Saskatchewan y Manitoba.